# Риньи, Анри Готье де
Граф Мари Анри Готье Даниэль де Риньи (фр. Marie Henri Daniel Gauthier de Rigny; 2 февраля 1782, Туль, Франция — 6 ноября 1835, Париж) — французский государственный и военный деятель. Адмирал и дипломат.

## Биография

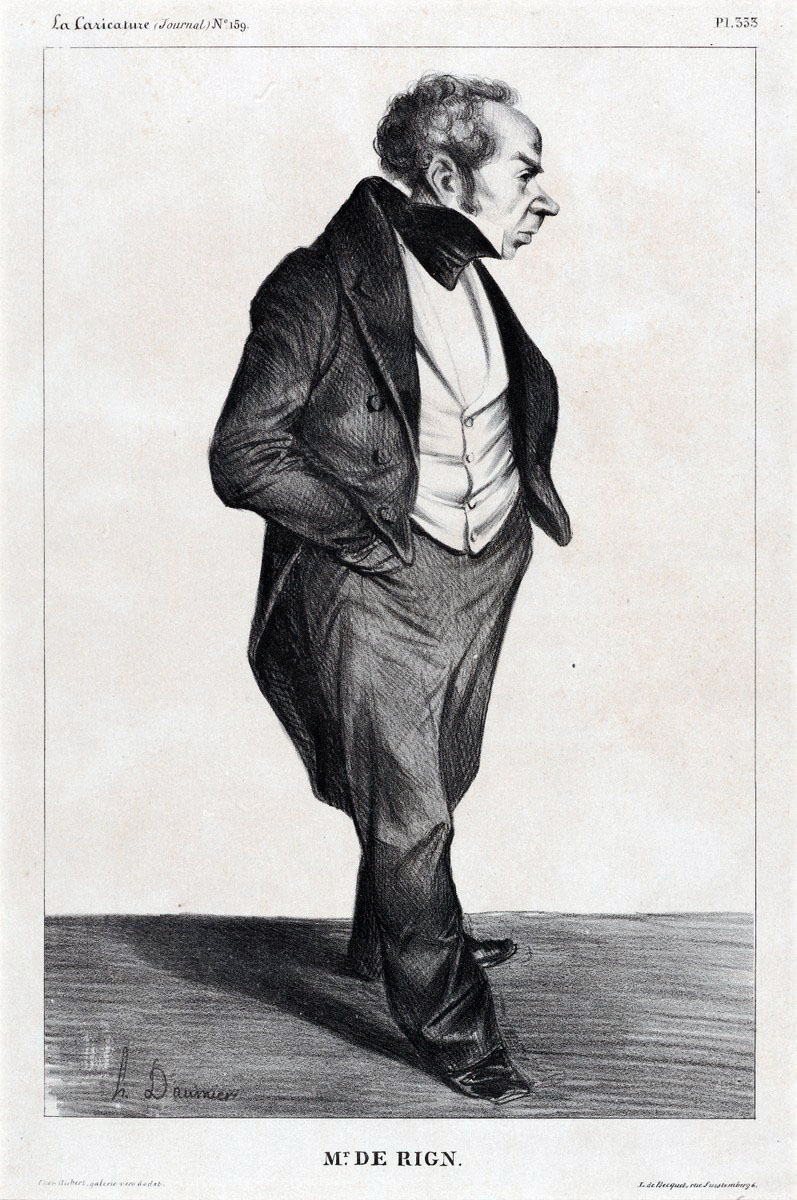
Карикатура, Оноре Домье, 1833.

Мари Анри Готье Даниэль де Риньи родился 2 февраля 1782 года во французском Туле. Пятнадцати лет отроду, в 1797 году, поступил на морскую службу. В 1809 году становится лейтенантом. В 1816 году — капитаном.
В 1822—1825 годах начальник французской эскадры в Леванте. С 1825 года контр-адмирал. Командовал французской эскадрой в Наваринском сражении, после которого граф Мари Анри Готье Даниэль де Риньи становится вице-адмиралом.
Морской министр Франции с 1831 по 1834 год.
Министр иностранных дел Франции с 4 апреля по 10 ноября 1834 года и с 18 ноября 1834 по 12 марта 1835 года.
Посол Франции в Неаполе в 1834 году.
Граф Мари Анри Готье Даниэль де Риньи умер 6 ноября 1835 года в Париже.